# Puybegon
Puybegon település Franciaországban, Tarn megyében. Lakosainak száma 646 fő (2022. január 1.). Puybegon Briatexte, Busque, Graulhet, Parisot, Peyrole és Saint-Gauzens községekkel határos.

## Népesség
A település népességének változása:
| Lakosok száma | 644  | 650  | 662  | 645  | 642  | 638  | 644  | 646  | 646  |
|               | 2013 | 2015 | 2016 | 2017 | 2018 | 2019 | 2020 | 2021 | 2022 |